# Salò

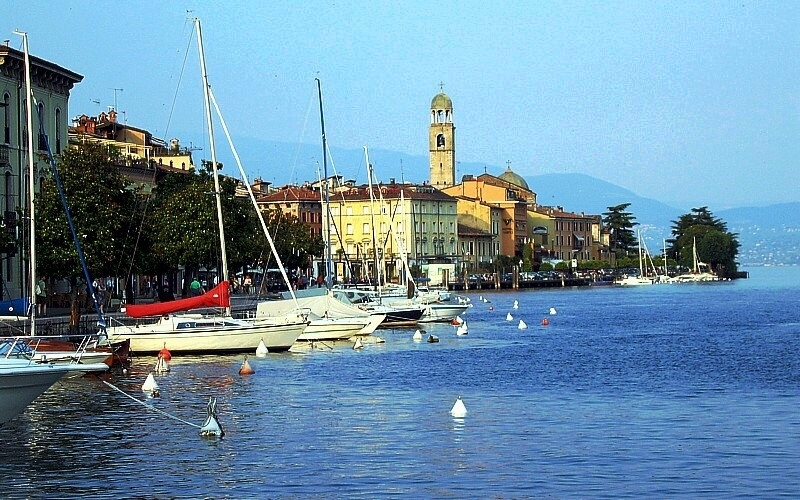
Widok na port w Salò

Salò [saˈlɔ] – miejscowość i gmina we Włoszech, w regionie Lombardia, w prowincji Brescia. Jest największą miejscowością na zachodnim brzegu jeziora Garda. W regionie ma znaczenie zarówno jako kurort jak i centrum handlowe. Miasto położone jest wzdłuż zatoki jeziora. Na północ od miasta wznosi się góra San Bartolomeo. Średnia roczna temperatura maksymalna wynosi 17,2 a minimalna 9,7 °C.

## Historia
Salò zostało założone jeszcze za czasów rzymskich jako Pagus Salodium, natomiast w średniowieczu było własnością potężnej wówczas arystokratycznej rodziny Viscontich z Mediolanu. Od 1440 r. miasto należało do Republiki Weneckiej. Prawa miejskie otrzymało dopiero dekretem królewskim 15 grudnia 1860 r.
W latach od 1943 do 1945 w Salò mieściła się faktyczna stolica marionetkowej Włoskiej Republiki Socjalnej Benita Mussoliniego, nazwanej właśnie od miasta Republiką Salò (formalna stolica mieściła się w Rzymie).

## Główne zabytki

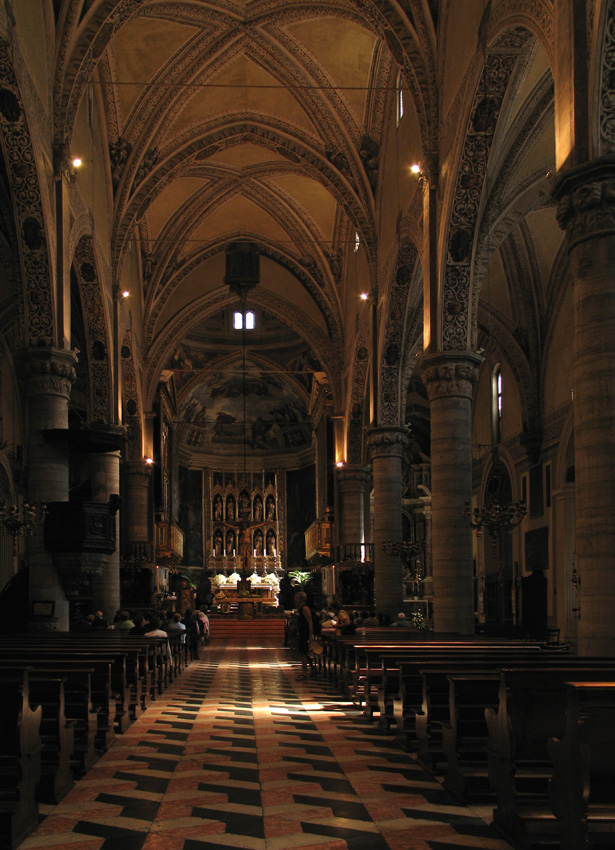
Wnętrze katedry w Salò

- Katedra (Duomo), zbudowana w stylu późnego gotyku w połowie XV wieku. Godny uwagi jest XVI-wieczny renesansowy portal z malowidłami Zenone Veronese oraz poliptyk „Madonna i Święci” namalowany przez Girolamo Romani według szkoły Paolo Veneziano.
- Palazzo della Magnifica Patria („Pałac Wspaniałej Ojczyzny”, XVI wiek). Mieści się w nim Muzeum Historyczne, gromadzące artefakty głównie z okresu Renesansu oraz Hiszpańskiej wojny domowej, a także poświęcone ruchowi oporu przeciwko faszyzmowi we Włoszech.
- Pałac Miejski z Muzeum Archeologicznym, zawierającym głównie eksponaty z okresu starożytności.